# Coleção Dinossauros
A Coleção Dinossauros é uma coleção de dez livros, publicada pela editora Ciranda Cultural. Como já diz o nome, a série traz informações sobre dez diferentes espécies de dinossauros, cada um descrito em um livro. São eles: Archaeornithomimus, Euplocephalus, Chasmosaurus, Edmontosaurus, Hypacrosaurus, Microceratops, Parasaurolophus, Pinacosaurus, Spinosaurus e Troodon.